# Campanella cucullata
Campanella cucullata är en svampart som först beskrevs av Franz Wilhelm Junghuhn, och fick sitt nu gällande namn av Lloyd 1919. Campanella cucullata ingår i släktet Campanella och familjen Marasmiaceae.   Inga underarter finns listade i Catalogue of Life.